# Río Estomiza
El río Estomiza es un río del centro de la península ibérica perteneciente a la cuenca hidrográfica del Guadiana, que discurre por las provincias de Toledo, Badajoz y Ciudad Real (España).

## Curso
El río Estomiza nace por la confluencia del arroyo del Cerezo con el arroyo del Valle de la Rañuela, que descienden desde el cerro Tragabalas. El río discurre en sentido nordeste-suroeste a lo largo de unos 17 km que sirven de frontera natural entre las provincias de Toledo y Badajoz primero y entre Badajoz y Ciudad Real en el tramo bajo. Desemboca en el embalse de Cíjara, donde confluye con el río Estena y el Guadiana. 

## Flora y fauna
El Estomiza forma parte de la Reserva Natural Fluvial de los Ríos Estena, Estenilla y Estomiza. Presenta un bosque de fresnos de gran calidad en su parte alta.